# Joyce DiDonato
Joyce DiDonato (nasceu em 13 de fevereiro de 1969) é uma premiada mezzo-soprano americana particularmente admirada por suas interpretações das obras de Handel, Mozart e Rossini. DiDonato já cantou com muitos dos líderes das melhores companhias de ópera e orquestras.

## Vida e educação
Joyce DiDonato ("Joyce Flaherty") nasceu em Prairie Village no Kansas, em 1969, foi a sexta dos sete filhos em uma família de descendentes irlandeses na América. Ela cantou em coro e musicais na escola e sonhava em se tornar uma cantora da Broadway ou pop star. DiDonato entrou para a Universidade Estadual de Wichita (WSU), no outono de 1988, onde fez o curso de música vocal. Ela inicialmente se interessou mais pelo ensino de música vocal e teatro musical e não por ópera até ao seu primeiro ano, quando foi escalada para uma produção escolar de Die Fledermaus. Após a graduação da WSU, na primavera de 1992, DiDonato decidiu prosseguir os estudos de pós-graduação em performance vocal na Academia de Artes Vocal. Após os seus estudos em Filadélfia, foi admitida no programa jovem artista da Opera da cidade de Santa Fé, em 1995. Lá apareceu em vários papéis menores e também nos maiores, em óperas como Le nozze di Figaro de Mozart , a ópera de Richard Strauss Salomé, a ópera de  Kálmán Gräfin Mariza e a estreia mundial de 1994 da obra de David Lang Modern Painters. DiDonato foi eleita como a Melhor Artista Aprendiz pelo Santa Fe Opera desse ano. Em 1996 integrou o programa jovem artista da Houston Grand Opera onde cantou do outono de 1996 à primavera de 1998. Durante o verão de 1997, DiDonato participou no Programa Merola da San Francisco Opera.
Durante seus anos de aprendizagem, DiDonato participou de vários concursos importantes. Em 1996, ganhou o segundo prémio no Concurso Eleanor McCollum e foi vencedora do Metropolitan Opera Conselho Nacional Auditions. Em 1997 ganhou o Premio William Matheus Sullivan. Em 1998 ganhou o segundo prémio no Operalia Competition, o primeiro lugar no Stewart Awards, ganhou também o George London Competition, e recebeu o  Richard F. Gold Career Grant da Shoshana Foundation.

## Carreira
DiDonato começou sua carreira profissional no canto temporada 1998-1999 com várias companhias de ópera regionais nos Estados Unidos. Ela apareceu como 
a heroína principal, Maslova, na estréia mundial de Ressurreição de Tod Machover com a Houston Grand Opera. Ela também deu um recital aclamado pela crítica, em São Francis.o.
Na temporada 1999-2000, DiDonato desempenhou o papel de Meg na estréia mundial de Little Women Mark Adamo com Houston Grand Opera com Stephanie Novacek como Jo e Chad Shelton como Laurie. Ela também interpretou o papel de Cherubino em Le nozze di Figaro de Mozart com a Santa Fe Opera e no papel de Isabella em L'italiana in Algeri de Rossini com a Nova Ópera de Israel. Além disso, DiDonato deu um recital no New York's Morgan Library sob os auspícios da Fundação George de Londres e na Seattle Symphony cantou os solos de mezzo-soprano do Messias de Handel.
Na temporada 2000-2001, DiDonato fez sua estréia no La Scala de Milão como Angelina na ópera La Cenerentola de Rossini. Retornou para Houston Grand Opera como Dorabella de Così fan tutte  de Mozart, e cantou os solos para mezzo-soprano na Missa em Si Menor de Bach com o Ensemble Orchestral de Paris e maestro John Nelson. Em 2000 DiDonato recebeu o prestigiado Prêmio ARIA, que reconhece anualmente "artistas americanos de excepcionais e inegáveis capacidades vocais".
Na temporada 2001-2002, DiDonato fez sua estréia com Ópera Nacional de Washington como Dorabella em Così fan tutte de Mozart, com sua estréia De Nederlandse Opera como Sesto em Giulio Cesare de Handel, com sua estréia na Opéra National de Paris como Rosina no Il barbiere di Siviglia de Rossini, Com sua estréia Bayerische Staatsoper como Cherubino em Mozart Le nozze di Figaro sob a batuta do Zubin Mehta. Retornou a Santa Fe Opera para desempenhar o papel de Annio em Mozart La Clemenza di Tito. Ela também fez aparições em concertos diversos, incluindo apresentações do Gloria de Vivaldi com Riccardo Muti e La Scala Orchestra e  de Mendelssohn's,  Sonho de Uma Noite de Verão com o Ensemble Orchestral de Paris. 
Na temporada 2002-2003 DiDonato fez sua estréia com a New York City Opera como Irmã Helen em Jake Heggie's Dead Man Walking, Com sua estréia Théâtre du Châtelet no papel-título de Rossini La Cenerentola, Sua estréia no Covent Garden Zlatohrbitek como a raposa na Janáček's The Cunning Little Vixen sob a batuta do Sir John Eliot Gardiner, E sua estréia com New National Theatre em Tóquio como Rosina no Rossini Il barbiere di Siviglia. Ela também interpretou o papel título em Rossini Adina no Rossini Opera Festival em Pesaro eo papel de Cherubino em Mozart Le nozze di Figaro com Opera Bastille. Mozart em concerto, realizado na DiDonato Requiem com o Seattle Symphony, Berlioz's Les Nuits d'été com o Ensemble Orchestral de Paris, e fez sua Carnegie Hall estréia em uma produção de Bach Mass in B Minor com o Orchestra of St. Luke's sob a batuta do Peter Schreier. Ela também excursionou pela Europa com Marc Minkowski e Les Musiciens du Louvre em espetáculos de Les Nuits d'été. 
Na temporada 2003-2004 DiDonato fez sua estréia com a San Francisco Opera como Rosina no Rossini Il barbiere di Siviglia e repetiu o mesmo papel com Houston Grand Opera. Ela também interpretou o papel de Idamante em Mozart Idomeneo com De Nederlandse Opera e no Aix-en-Provence Festival. Ela também cantou o papel de Ascanio em um concerto de Berlioz Benvenuto Cellini com L'Orchestre National de France e apareceu em recitais solo no Lincoln Center, O Kennedy Center, Kansas City Folly TheaterE Wigmore Hall entre outros. Ela também cantou no Hollywood Bowl festival de música em uma produção de Beethoven's Symphony No. 9 com a Los Angeles Philharmonic.
Na temporada 2004-2005, DiDonato fez sua estréia com a Grand Théâtre de Genève como em Elisabetta Donizetti's Maria Stuarda. Ela também retornou ao La Scala no papel de Angelina na Rossini La Cenerentola e mais uma vez o papel de Rosina em uma nova produção de Rossini Il barbiere di Siviglia por Luca Ronconi no Festival de Pesaro e Teatro Comunale di Bologna.
Na temporada de 2005-2006, fez sua DiDonato Metropolitan Opera estréia como Cherubino em Mozart Le nozze di Figaro e também o papel de Stéphano em Gounod's Romeu e Julieta no Met. Ela também voltou a Royal Opera House como Rosina no Il barbiere di Siviglia, Cantou o seu primeiro em Sesto Mozart La Clemenza di Tito com Grand Théâtre de Genève, E cantou o papel de Dejanira de Handel Hercules no Brooklyn Academy of Music em Nova York e no Barbican Centre em Londres, com William Christie (músico). Além disso, DiDonato apareceu em vários shows com o Nova York Philharmonic Orchestra e deu um recital no Wigmore Hall, em Londres. 
Na temporada 2006-2007, DiDonato fez sua estréia no Teatro Real como o compositor no Richard Strauss' Ariadne auf Naxos, Voltou a Opéra National de Paris Idamante como em Mozart Idomeneo, E voltou para Houston Grand Opera como Angelina em Rossini La Cenerentola. Ela também cantou o papel de Rosina no Il barbiere di Siviglia no Metropolitan Opera e cantou seu primeiro Octavian Richard Strauss' Der Rosenkavalier com San Francisco Opera. Ela também visitou os E.U. e Europa em uma turnê considerando extensiva com accompianist Julius Drake.
Na temporada 2007-2008, DiDonato fez sua estréia no Liceu como Angelina em Rossini La Cenerentola e sua estréia no Lyric Opera de Chicago como Rosina no Il barbiere di Siviglia. Ela também cantou o papel-título de Handel Alcina com Alan Curtis e Il Complesso Barocco eo papel-título de Handel Ariodante para Genebra com Grand Théâtre de Genève. Ela cantou o papel de Romeu em Bellini's I Capuleti e i Montecchi com Opera Bastille e voltou para Comunidade de Madrid's Teatro Real Idamante como em Mozart Idomeneo em julho de 2008. DiDonato também deu recitais no La Scala, Lincoln Center e, na Brooklyn Academy of Music e um concerto especial de árias de Handel que foi gravado em Bruxelas.
Na temporada 2008-2009, DiDonato retornou ao Covent Garden, como Donna Elvira em Don Giovanni de Mozar e como Rosina em Il barbiere di Siviglia. Em uma apresentação de ópera que em 7 de julho, DiDonato escorregou no palco e quebrou o sua fíbula direita. Ela terminou o primeiro ato mancando e no resto do desempenho de muletas. Ela então realizou os cinco espetáculos restantes em uma cadeira de rodas. Ela também realizou o papel de Beatrice em Benedict de Berlioz com Houston Grand Opera, Idamante em  Idomeneo de Mozart com Opéra National de Paris, E Rosina em Il barbiere di Siviglia em sua estréia com Wiener Staatsoper. DiDonato também aparecerá em concertos com a Filarmônica de Nova York, Kansas City Symphony, E os Metropolitan Opera Orchestra, O último dos quais sob a batuta do James Levine. Ela também estará em digressão pela Europa e os Estados Unidos com Les Talens Lyriques dando concertos de árias de Handel e dará apresentações no Wigmore Hall e no Rossini Opera Festival.
DiDonato também tem cantado em conjunto com o SWR Orchestra Kaiserslautern, The King's Consort, O Orquestra do Século XVIII, O Cleveland Orchestra, E os San Francisco Symphony entre outros.